# Giovanni Berchet

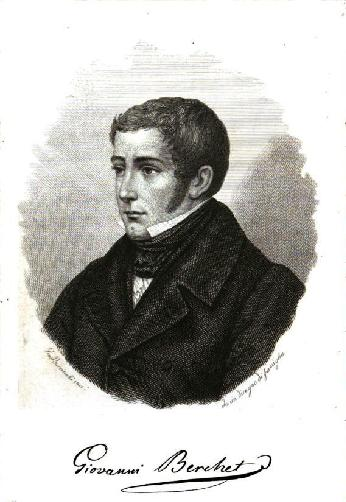
Giovanni Berchet en un retrato póstumo de 1863

Giovanni Berchet (Milán, 23 de diciembre de 1783 - Turín, 23 de diciembre de 1851) fue un poeta, traductor y patriota nacionalista italiano, importante como autor del manifiesto del Romanticismo en Italia.

## Biografía
Fue el primer hijo de los ocho que llegó a tener el matrimonio formado por Federico Berchet, comerciante de tejidos de origen suizo, y Caterina Silvestri. 
Desde joven se consagró a la traducción no solo de obra poéticas de vanguardia que experimentaban el nuevo gusto romántico, como la oda "El bardo" de Thomas Gray, sino de novelas como El vicario de Wakefield de Oliver Goldsmith y el Romancero español. En 1816 divulgó su obra más famosa, el manifiesto del Romanticismo italiano, la Sul cacciatore feroce e sulla Eleonora di G. A. Bürger. Lettera semiseria di Grisostomo al suo figliolo. Y en 1818 tomó parte en el grupo que fundó Il Conciliatore, portador de las nuevas ideas románticas y de ideología liberal. Dos años después ingresó en la sociedad secreta carbonaria o Carbonería, cultivando además de la pasión literaria la política. Estuvo involucrado en los motines reprimidos en 1821 por los austriacos y tuvo que huir al exilio en París, Londres y por fin en Bélgica.
En el periodo belga resalta su producción poética: los poemarios I profughi di Parga (1821), las Romanze (1822-1824) y las Fantasie (1829), importantes más que por su valor poético por su ruptura con el tono áulico e irreal de la poesía italiana hasta entonces y su vuelta al tono popular y real. Vuelto a Italia en 1845, participó en las cinco jornadas de Milán en 1848 y luchó con todos los medios a su disposición por la reunificación de Italia. Tras la Primera Guerra de la Independencia Italiana y el dominio subsecuente de Austria se vio obligado a quedarse en Piamonte. En 1850 fue elegido al Parlamento subalpino, pero murió al año siguiente y está sepultado en el Cementerio monumental de Turín.

## LaCarta semiseria
El autor, que se esconde bajo el pseudónimo de Crisóstomo ("pico de oro" en griego), pretende escribir a su hijo en la universidad dándole una serie de consejos literarios, ficción que aprovecha para exaltar la nueva literatura romántica, de la que muestra como ejemplo la traducción de dos baladas del poeta alemán Gottfried August Bürger, "El cazador feroz" y "Leonor", inspiradas en cuentos populares germánicos.
Hacia el final de la obra Crisóstomo pretende haber bromeado e insta a su hijo a seguir fielmente las reglas clasicistas, que exhibe haciendo una parodia o imitación burlesca. Esta refutación definitiva irónica justifica el atributo de "semiseria" que da en el título a su carta.
La principal función de la misma es indicar en qué elementos se funda una poesía popular (y romántica) a diferencia de la clásica y mitológica, definida por el atractivo romántico como una poesía muerta y expresión de una poética que ya no existía.
De hecho, con su argumento de provincializar la literatura contemporánea Berchet identificó la nueva audiencia de la literatura romántica con el "pueblo", es decir, aquella parte de la población ni demasiado tradicional, ni refinada (los que llama "parisinos"), ni demasiado inculta y tosca (los "hotentotes").
Estas ideas fueron retomadas después por otros más famosos autores, como Giacomo Leopardi, Ugo Foscolo (en su última etapa poética) y Alessandro Manzoni.

## Obras
- Sul cacciatore feroce e sulla Eleonora di G. A. Bürger. Lettera semiseria di Grisostomo al suo figliolo, 1816.
- I profughi di Parga (1821).
- Romanze (1822-1824).
- Fantasie (1829).